# Xenochalepus viridiceps
Xenochalepus viridiceps là một loài bọ cánh cứng trong họ Chrysomelidae. Loài này được Pic mô tả khoa học năm 1934.